# Järbo IF Fotboll
Järbo IF Fotboll är en fotbollsklubb i Järbo, cirka 15 kilometer utanför Sandviken.
Järbo IF spelar i Div. 4 Gästrikland säsongen 2007.

## Kända spelare
- Janne Berg
- Hjalmar Öhagen